# Женская сборная Кипра по волейболу
Женская национальная сборная Кипра по волейболу (греч. Kυπριακή ομάδα πετοσφαίρισης γυναικών) — представляет Республику Кипр на международных соревнованиях по волейболу. Управляющей организацией выступает Кипрская федерация волейбола (греч. Kυπριακή Oμοσπονδία Πετοσφαίρισης).

## История
Волейбол на острове появился в середине 1920-х годов. В 1928 новый для Кипра вид спорта был включён в программу Всекипрских игр. Национальная волейбольная федерация основана в 1978 году и через два года вступила в ФИВБ и ЕКВ.
Впервые женская сборная Кипра была сформирована в апреле 1983 года и провела в Ларнаке два товарищеских матча со сборной Египта. В первом из них, прошедшем 5 апреля, киприотки выиграли 3:0, а через два дня египетские волейболистки взяли реванш с тем же счётом. В 1988 году национальная команда Кипра приняла участие в традиционном Кубке весны и сумела одержать две победы в 6 матчах.
В 1989 сборная Кипра дебютировала и в официальных соревнованиях. В том году в столице Кипра Никосии прошли Игры малых государств Европы и в волейбольном турнире соревнований хозяйки Игр одержали уверенную победу. В следующем сезоне волейболистки Кипра впервые стали участницами чемпионата малых стран Европы и стали бронзовыми призёрами первенства. В дальнейшем киприотки вышли на лидирующие позиции в этих турнирах, в которых в основном принимают участие сборные стран-членов ЕКВ с малочисленным населением. Всего на счету сборной Кипра 18 побед в подобных соревнованиях.
В 2012 году женская сборная Кипра впервые попробовала свои силы в официальном турнире более высокого ранга, заявившись для участия в чемпионате Европы, но проиграла стыковые матчи за выход в основной раунд квалификации сборной Латвии. В следующем году «островитянки» приняли участие и отборочном турнире чемпионата мира. Уверенно разобравшись со своими соперниками по группе 1-го раунда квалификации (в их число вошли сборные, так же как и Кипр принимающие участие в чемпионатах малых стран Европы — Шотландия, Сан-Марино, Люксембург и Мальта), в решающей стадии отбора киприотки ничего не смогли противопоставить волейболисткам Турции, Румынии и Украины.

## Результаты выступлений и составы

### Чемпионаты мира
Сборная Кипра принимала участие только в двух отборочных турнирах чемпионатов мира.
- 2014 — не квалифицировалась
- 2018 — не квалифицировалась

- 2014 (квалификация): Зоя Константопулу, София Манитару, Эфтихия Иракли, Христиана Дэвид, Эрика Зембила, Деспина Константину, Катерина Лампру, Катерина Закхеу, Андреа Хараламбус, Пола Димитру, Элеана Петру, Элени Мосфилиоти, Антония Теоти, Антри Иордану, Иоанна Леониду, Антрея Конту, Николина Спиру, Ирина Кудуна. Тренеры — Эммануил Румелиотис (2013), Петрос Пациас (2014).
- 2018 (квалификация): Аспасия Хаджихристодулу, София Манитару, Христиана Дэвид, Эвита Леониду, Стелла Иоанну, Андреа Хараламбус, Василики Хаджиконстанта, Антрия Закхеу, Антри Иордану, Иоанна Леониду, Рания Стилиану, Катерина Закхеу, Эрика Зембила. Тренер — Петрос Пациас.

### Чемпионаты Европы
Сборная Кипра принимала участие только в двух квалификационных турнирах чемпионатов Европы.
- 2013 — не квалифицировалась
- 2023 — не квалифицировалась

- 2013 (квалификация): Манолина Константину, София Манитару, Мариота Ангелопулу, Татьяна Тимохова-Сиску, Деспина Константину, Хризо Вуваку, Андреа Хараламбус, Элеана Петру, Элени Мосфилиоти, Антония Теоти, Антри Иордану, Элени Майкл, Ирина Кудуна. Тренер — Эммануил Румелиотис.

### Евролига
Сборная Кипра приняла участие в двух розыгрышах Евролиги.
- 2019 — 17—18-е место (5—6-е в Серебряной лиге)
- 2021 — не участвовала

- 2019: Василики Риала, Эмилия Деметриу, Деспина Симановска, Христиана Дэвид, Ирини Иоанну, Эвита Леониду, Стелла Иоанну, Рания Стилиану, Андреа Хараламбус, Василики Хаджиконстанта, Элена Мосфилиоти, Георгия Ставриниду, Антри Иордану, Иоанна Леониду, Николина Спиру, Катерина Закхеу, Манолина Константину. Тренер — Яннис Николакис.

### Чемпионаты малых стран Европы
| - 1990 — не участвовала - 1992 — 3-е место - 1994 — 1-е место - 1996 — 1-е место - 1998 — 1-е место - 2000 — 1-е место - 2002 — 2-е место - 2004 — 1-е место - 2007 — 3-е место | - 2009 — 1-е место - 2011 — 1-е место - 2013 — 1-е место - 2015 — 1-е место - 2017 — 3-е место - 2019 — не участвовала - 2022 — не участвовала - 2023 — не участвовала - 2024 — не участвовала |

- 2000: Панайота Аристиду, Мария Хараламбус, Афродити Фаута, Деспо Георгиаду, Фотини Массу, Элени Майкл, Яннула Орфану, Анастасия Папагиорги, Даниэла Пелайя, Анастасия Созу, Панайота Трифилли, Боряна Влаху-Янкова.
- 2004: Панайота Аристиду, Андреа Хараламбус, Афродити Фаута, Параскевула Иоанниду, Стелла Иоанну, Тайкина Константи, Элени Майкл, Анастасия Папагиорги, Оксана Павлу, Даниэла Пелайя, Татьяна Тимохова-Сиску, Доринела Яллури.
- 2009: Панайота Аристиду, Андреа Хараламбус, Нина Чуда, Элизабет Крэни, Афродити Фаута, Элени Майкл, Ивана Миланович, Оксана Павлу, Татьяна Тимохова-Сиску, София Цангариду, Эмануэла Василиу, Хризо Вуваку. Тренер — Николаос Иоанну.
- 2011: София Манитару, Христиана Дэвид, Татьяна Тимохова-Сиску, Деспина Константину, Панайота Кута, Хризо Вуваку, Андреа Хараламбус, Элени Мосфилиоти, Антри Иордану, Фотини Хризанту, Элени Майкл, Петра Александру. Тренер — Эммануил Румелиотис.
- 2013: София Манитару, Эрика Зембила, Катерина Закхаиу, Андреа Хараламбус, Элина Петру, Элени Мосфилиоти, Антония Теоти, Антри Иордану, Иоанна Леониду, Андреа Конту, Николина Спиру, Ирина Кудуна. Тренер — Эммануил Румелиотис.
- 2015: Зои Константопулу, Стелла Константину, Эрика Зембила, Пола Димитру, Деспина Константину, Катерина Закхеу, Мария Константину, Аспасия Хаджихристодулу, Элени Мосфилиоти, Антри Иордану, Иоанна Леониду, Василики Хаджиконстанта. Тренер — Петрос Пациас.
- 2017: Аспасия Хаджихристодулу, Катерина Лампру, Христиана Дэвид, Элени Какури, Стелла Иоанну, Андреа Хараламбус, Василики Хаджиконстанта, Элени Мосфилиоти, Антрия Закхеу, Антри Иордану, Рания Стилиану, Георгия Ставриниду, Эрика Зембила. Тренер — Петрос Пациас.

### Игры малых государств Европы
| - 1989 — 1-е место - 1991 — 1-е место - 1993 — 3-е место - 1995 — 1-е место - 1997 — 1-е место - 1999 — 2-е место - 2001 — 2-е место - 2003 — 1-е место - 2005 — 2-е место | - 2007 — 1-е место - 2009 — 1-е место - 2011 — 2-е место - 2013 — 1-е место - 2015 — не участвовала - 2017 — 1-е место - 2019 — 2-е место - 2025 — 2-е место |

- 2003: Элени Майкл, Стелла Иоанну, Доринела Яллури, Даниэла Пелагия, Панайота Аристиду, Элени Сергиу, Татьяна Тимохова-Сиску, Параскевула Иоанниду, Боряна Янкова-Влаху, Оксана Павлу, Циккина Константи, Афродити Фаута.
- 2009: Ивана Миланович, Андреа Хараламбус, Татьяна Тимохова-Сиску, Оксана Павлу, Панайота Аристиду, Хризо Вуваку, София Цангариду, Элизабет Крэни, Нина Худа, Афродити Фаута, Эмануэла Василиу, Элени Майкл. Тренер — Николаос Иоанну.
- 2013: София Манитару, Христиана Дэвид, Деспина Константину, Марина Лаврюк, Катерина Захаиу, Андреа Хараламбус, Элени Петру, Элени Мосфилиоти, Антония Теоти, Антри Иордану, Иоанна Леониду, Ирина Кудуну. Тренер — Эммануил Румелиотис.
- 2017: Аспасия Хаджихристодулу, София Манитару, Вероника Худима, Христиана Дэвид, Эвита Леониду, Стелла Иоанну, Андреа Хараламбус, Василики Хаджиконстанта, Антри Иордану, Иоанна Леониду, Катерина Закхеу, Эрика Зембила. Тренер — Петрос Пациас.
- 2019: Василики Риала, Эмилия Деметриу, Христиана Дэвид, Ирини Иоанну, Эвита Леониду, Стелла Иоанну, Рания Стилиану, Андреа Хараламбус, Василики Хаджиконстанта, Элена Мосфилиоти, Георгия Ставриниду, Антри Иордану, Иоанна Леониду, Катерина Закхеу. Тренер — Яннис Николакис.
- 2025: Татьяна Мудрицкая-Георгиу, Христиана Дэвид, Вероника Юдима, Деметра Кута, Александра Карабинович, Мария Хидзиу, Урания Химонидес, Анни Прокопиу, Антри Иордану, София Георгиу, Элена Цуцуки, Константина Сиапани, Теа Христофору, Мария-Ольга Сиапани. Тренер — Энрико Куарта.

### Средиземноморские игры
- 2018 — 9—12-е место.

## Состав
Сборная Кипра на Играх малых государств Европы 2025
| №  | Имя, фамилия              | Год рождения | Рост | Амплуа      | Клуб                                |
| -- | ------------------------- | ------------ | ---- | ----------- | ----------------------------------- |
| 1  | Татьяна Мудрицкая-Георгиу | 1985         | 198  | нападающая  | АЭЛ Лимасол                         |
| 2  | Христиана Дэвид           | 1993         | 165  | либеро      | АЭК Ларнака                         |
| 3  | Вероника Юдима            | 1988         | 185  | нападающая  | «Олимпиада-Неаполис» Никосия        |
| 4  | Деметра Кута              | 1994         | 170  | либеро      | «Олимпиада-Неаполис» Никосия        |
| 7  | Александра Карабинович    | 1998         | 180  | нападающая  | «Дикефалос» Никосия                 |
| 8  | Мария Хидзиу              | 1997         | 173  | либеро      | «Неа Саламина» Фамагуста            |
| 10 | Урания Химонидес          | 2007         | 188  | центральная | «Анортосис» Фамагуста               |
| 12 | Анни Прокопиу             | 2005         | 174  | нападающая  | «Олимпиада-Неаполис» Никосия        |
| 13 | Антри Иордану             | 1988         | 178  | центральная | «Неа Саламина» Фамагуста            |
| 14 | София Георгиу             | 2010         | 181  | нападающая  | «Аполлон» Лимасол                   |
| 15 | Элена Цуцуки              | 2004         | 170  | связующая   | «Анортосис» Фамагуста               |
| 16 | Константина Сиапани       | 2008         | 171  | нападающая  | «Неа Саламина» Фамагуста            |
| 17 | Теа Христофору            | 2008         | 182  | нападающая  | «Аполлон» Лимасол                   |
| 18 | Мария-Ольга Сиапани       | 2005         | 170  | связующая   | Университет штата Нью-Йорк (Олбани) |

- Главный тренер —  Энрико Куарта.